# Nut Brother
Nut Brother (čín. 坚果兄弟, pinyin jiānguǒ xiōngdì) je mezinárodně známý performer žijící v Pekingu v Číně. Narodil se v roce 1981 v Šen-čenu v provincii Kuang-tung.

## Tvorba
Jeho nejznámějším dílem je „Project Dust“ z roku 2015, který spočíval ve vytvoření cihly vyrobené výhradně z pevných částic vysátých ze silně znečištěného ovzduší Pekingu. Projekt upozornil na problémy se znečištěným ovzduším v Pekingu v době, kdy se Čína snažila stát ekologicky uvědomělou zemí. O projektu Dust se psalo ve Spojených státech, v Evropě a v asijském tisku.
V roce 2016 vystoupil Nut Brother na summitu Enter the Anthropocene Creative Time Summit ve Washingtonu DC.
V roce 2018 se opět dostal na titulní stránky novin svým projektem „Nongfu Spring Market“, v jehož rámci vystavil 9000 lahví kontaminované vody z vesnice Siao-chao-tchu v Šen-si. Lahvová voda pak byla vystavena na pouličním trhu, zřízeném v umělecké čtvrti 798 v Pekingu. Umělecka výstava sice byla uzavřena, vláda však zároveň zahájila vyšetřování problémů se znečištěním vody ve městě.
V roce 2020 byl představen v dokumentárním filmu 101 East: China's Activist Artist televize Al-Džazíra. Ve snímku ukázal, jak sbírál hračky od dětí z Paj-š'-čou, které pak použil v uměleckém díle, jehož součástí byla obří míčová hra. Akce měla upozornit na vystěhování rodin v oblasti.

## Performance (výběr)
- Dust Project | 尘埃计划 (2015)[14][3]
- Artificial sky | 人造星空 (2016)[15]
- Street Gas Chamber | 街头毒气室 (2016)[16]
- Project with Salt | 带盐计划 (2018)[17]
- Zibo Hot Pot Fish | 淄博火锅鱼 (2021)[18][19]
- Heavy Metal Country Tour | 重金属乡村巡演 (2021)[20]